# Andy Wright
Andy Wright ist ein australischer Tontechniker.

## Leben
Wright begann seine Karriere Anfang der 2000er Jahre, sein Debüt hatte er mit dem australisch-deutschen Filmdrama Lantana im Jahr 2001. Er arbeitete schwerpunktmäßig beim Film; nur gelegentlich war er für das Fernsehen tätig, unter anderem an Steven Spielbergs Miniserie The Pacific aus dem Jahr 2010. 2017 gewann er zusammen mit Kevin O’Connell, Robert Mackenzie und Peter Grace den Oscar in der Kategorie Bester Ton für Hacksaw Ridge – Die Entscheidung. Er war in diesem Jahr auch für den Oscar in der Kategorie Bester Tonschnitt nominiert, dieser Preis ging jedoch an Arrival. Zudem erhielt er eine Nominierung für den BAFTA Film Award in der Kategorie Bester Ton, auch diese Auszeichnung ging an Arrival.

## Filmografie (Auswahl)
- 2001: Lantana
- 2002: Hero
- 2005: Brokeback Mountain
- 2005: Krieg der Welten (War of the Worlds)
- 2006: Superman Returns
- 2007: Rezept zum Verlieben (No Reservations)
- 2009: Maos letzter Tänzer (Mao’s Last Dancer)
- 2010: Königreich des Verbrechens (Animal Kingdom)
- 2011: Killer Elite
- 2014: Noah
- 2015: Mad Max: Fury Road
- 2016: Hacksaw Ridge – Die Entscheidung (Hacksaw Ridge)

## Auszeichnungen (Auswahl)
- 2017: Oscar in der Kategorie Bester Ton für Hacksaw Ridge
- 2017: Oscar-Nominierung in der Kategorie Bester Tonschnitt für Hacksaw Ridge
- 2017: BAFTA-Film-Award-Nominierung in der Kategorie Bester Ton für Hacksaw Ridge